# 19e étape du Tour de France 1972
La 19e étape du Tour de France 1972 est une étape qui a eu lieu le samedi 17 juillet 1972 entre Auxerre (Yonne) et Versailles (Yvelines), en France, sur une distance de 185 km.
L'étape est remportée par le Belge Joseph Bruyère. Son compatriote Eddy  Merckx conserve le maillot jaune.

## Classement de l'étape
| \| Classement de l'étape \| Classement de l'étape \| Classement de l'étape \| Classement de l'étape \| Classement de l'étape \| \| Coureur \| Coureur \| Pays \| Équipe \| Temps \| \| --------------------- \| --------------------- \| --------------------- \| --------------------- \| --------------------- \| \| 1er \| Joseph Bruyère \| Belgique \| Molteni \| \| |                |          |         |       |
| |                |          |         |       |
| |                |          |         |       |
| Classement de l'étape |                |          |         |       |
| Coureur | Coureur        | Pays     | Équipe  | Temps |
| 1er | Joseph Bruyère | Belgique | Molteni |       |

## Classements à l'issue de l'étape

### Classement général
| \| Classement général \| Classement général \| Classement général \| Classement général \| Classement général \| \| Coureur \| Coureur \| Pays \| Équipe \| Temps \| \| ------------------ \| ------------------ \| ------------------ \| ------------------ \| ------------------ \| \| 1er \| Eddy Merckx \| Belgique \| Molteni \| \| |             |          |         |       |
| |             |          |         |       |
| |             |          |         |       |
| Classement général |             |          |         |       |
| Coureur | Coureur     | Pays     | Équipe  | Temps |
| 1er | Eddy Merckx | Belgique | Molteni |       |